# Onésiphore-Ernest Talbot
Pour les articles homonymes, voir Talbot (homonymie).
Onésiphore-Ernest Talbot (15 août 1854 - 6 mai 1934) est un agriculteur et homme politique fédéral du Québec.

## Biographie
Né à Saint-Arsène dans la région du Bas-Saint-Laurent, Onésiphore-Ernest Talbot fait ses études au Séminaire de Québec, ce qui lui permet de devenir agriculteur ainsi que membre du Conseil de l'Agriculture du Québec. Son travail lui permit de remporter l'Ordre du mérite agricole du Québec. Avant d'entamer une carrière politique, il fit un passage dans l'armée en devenant lieutenant-colonel du 17e régiment de Lévis et de Bellechasse. Élu à titre de député du Parti libéral du Canada dans la circonscription de Bellechasse en 1896, il sera réélu en 1900, 1904 et en 1908. Il sera défait lors des élections de 1911.